# Bitam (Argélia)
Bitam (em árabe: بيطام) é uma cidade localizada na província de Batna, no noroeste da Argélia. Sua população era de 11 855 habitantes, em 2008.